# Franz Wulfhagen
Franz Wulfhagen (* 1624 in Bremen; † 1670 in Bremen) war ein deutscher Maler, Zeichner und Radierer und gilt als einer der angesehensten Bremer Künstler des 17. Jahrhunderts.

## Leben
Wulfhagens Großvater Johann Wulfhagen hatte 1588 das bremische Bürgerrecht erworben, nachdem er aus der Gegend um Deventer in den Niederlanden nach Bremen gezogen war.
Wulfhagen wurde Maler, ging nach Amsterdam und war in den 1640er Jahren Schüler bei Rembrandt, dessen Stil seine Arbeiten stark beeinflusste. Von 1648 bis 1657 hielt er sich in Breitenburg in Holstein auf. Er pachtete einen Wirtschaftshof für sein Atelier. Für den Reichsgrafen Christian zu Rantzau fertigte er zahlreiche Porträts. Es handelt sich jedoch nicht im originäre neue Werke, sondern um Kopien von Porträts der deutschen Kurfürsten und des schwedischen Königs. Vermutlich hatte Wulfhagen diesen umfangreichen Auftrag angenommen, da er in Bremen hoch verschuldet war.
Ende der 1650er Jahre kam Wulfhagen nach Bremen zurück, wo er als Maler, Zeichner und Radierer arbeitete. 1663 war er noch einmal in Breitenburg, um als Restaurator die Bildersammlung des Grafen auszubessern. Sein wohl bekanntestes Gemälde entstand kurz vor seinem Tod, als er 1669 für die Summe von 95 Mark im Auftrag des Bremer Rates ein monumentales Bild eines Wales malte, der an der Lesum gestrandet war. Das Große Walbild mit einer Abmessung von 9,55 × 3,55 Metern hing nahezu 300 Jahre durchgehend in der oberen Rathaushalle des Bremer Rathauses, bevor es 1965 zunächst in das Überseemuseum und später in das Schifffahrtsmuseum in Bremerhaven kam. 2008 kehrte es nach einer aufwendigen Restaurierung in die Obere Rathaushalle zurück.

## Werke (Auswahl)

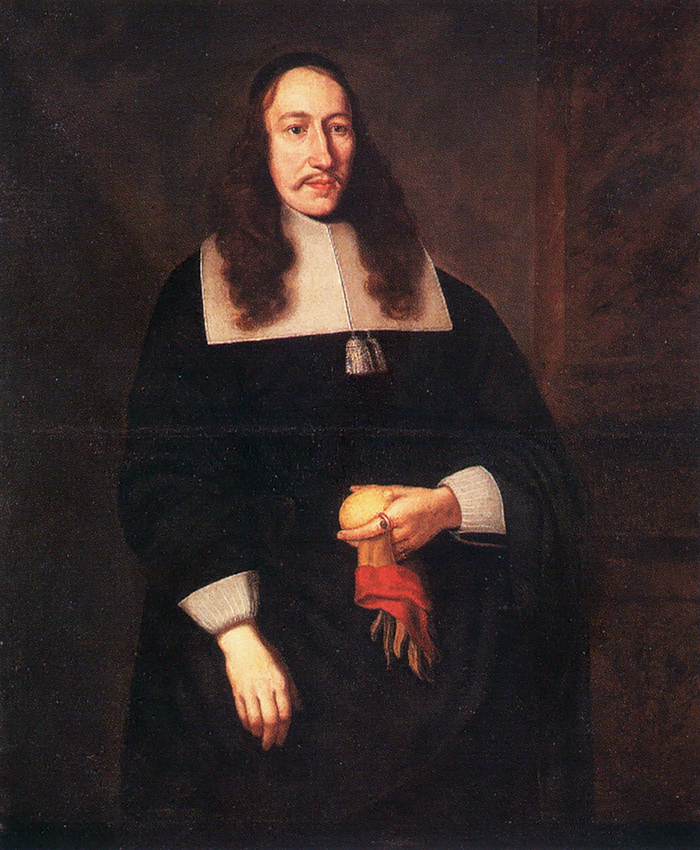
Porträt des Bürgermeisters Melchior Schweling. F. Wulfhagen, 1664, Focke-Museum Bremen

- Porträts mehrerer Kaiser, ehemals in der Wittheitstube des Bremer Rathauses, später im Stadthaus, heute teilweise im Senatssaal des Neuen Rathauses.
- Hochzeit zu Cana von 1660. Früher im Gewerbehaus, jetzt im Focke-Museum Bremen
- Anbetung der Könige. Im Bremer Dom
- Der Philosoph Baruch de Spinoza. Öl auf Leinwand, 1664, 108 × 91,5 cm, Privatbesitz Paris
- Bürgermeister Melchior Schweling. Öl auf Leinwand, 1664, im Focke-Museum Bremen (Inv. Nr. 1929.264)
- Margarete Schweling. Öl auf Leinwand, 1664, im Focke-Museum Bremen (Inv. Nr. 1929.265)
- Damenbildnis mit Fächer. Öl auf Leinwand, 1667, im Focke-Museum (Inv. Nr. 0.401)
- Herrenbildnis „D. V. B. D.“. Öl auf Leinwand, 1667, im Focke-Museum Bremen (Inv. Nr. 0.402)
- Satire auf die menschlichen Torheiten. Verbleib unbekannt
- Großes Walbild. Öl auf Leinwand, 1669, 955 × 355 cm, im Bremer Rathaus
- Weitere Bilder befinden sich im Museum Huis van Gjjin in Dordrecht. Die Bremer Kunsthalle und das St.-Annen-Museum in Lübeck verfügen außerdem über einige Zeichnungen Wulfhagens.